# Petrus Zander
Petrus Zander (* 16. Oktober 1619 in Dobbertin; † 21. Dezember 1672 ebenda) war ein deutscher evangelisch-lutherischer Geistlicher.

## Vorfahren

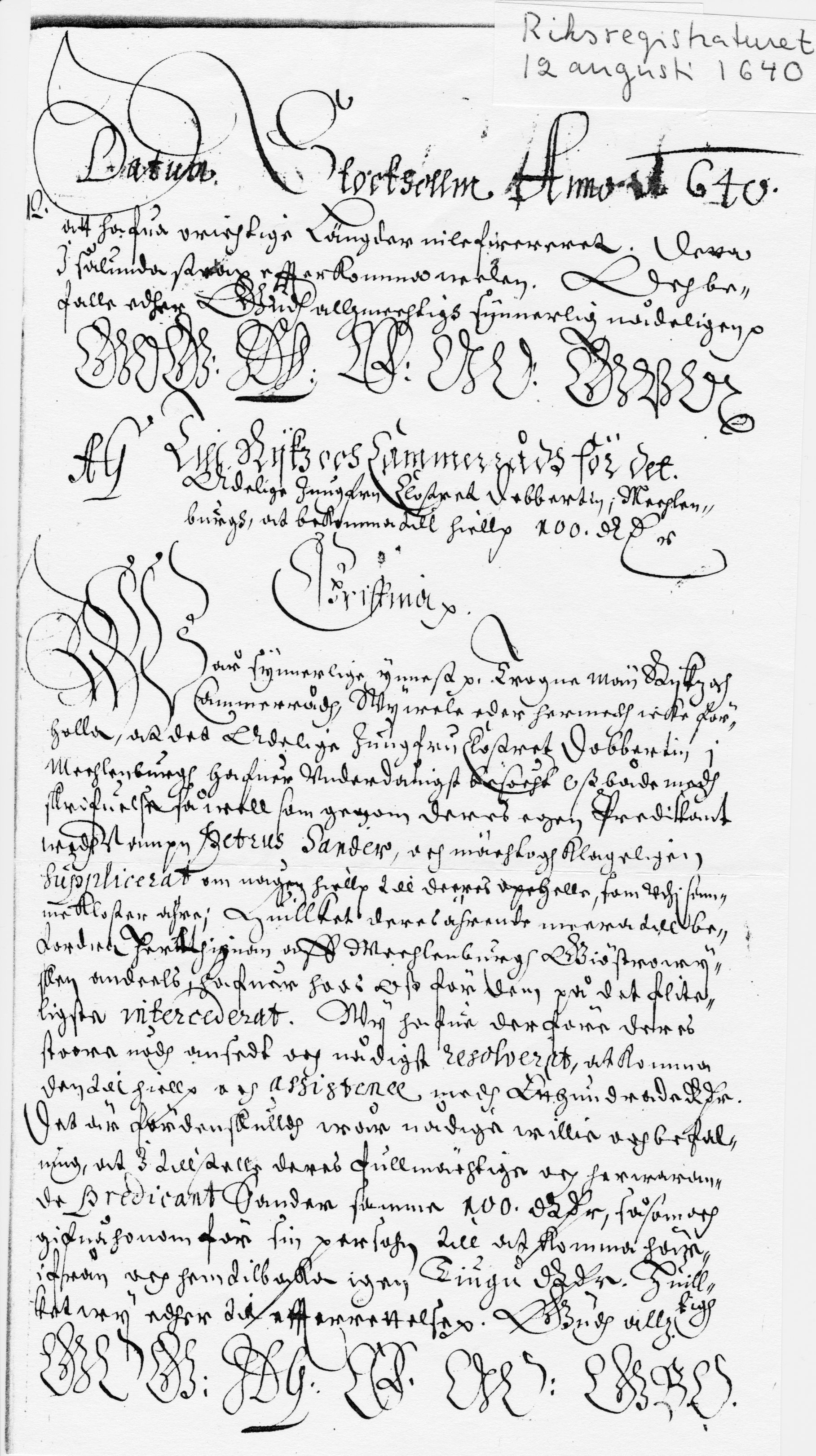
Schutzbrief Oxenstiernas

Petrus Zander stammte aus einer Familie bedeutender Pastoren, Professoren und Juristen. Sein Vorfahr Jacobus Zander (Sander), ein Minister des schottischen Königs Jakob V., gelangte nach dem Tod des Königs 1543 als Glaubensflüchtling aus Schottland nach Zütphen in den Niederlanden. 1567 floh die Familie vor der Verfolgung der Evangelischen durch den als Generalkapitän des spanischen Königs Philipp II. mit einem Heer in die aufständischen Niederlande entsandten Fernando Álvarez de Toledo, den 3. Herzog von Alba, über Rostock nach Bützow in Mecklenburg. Der 1544 geborene Enoch I Sander erwarb als Chirurgus 1567 das Bürgerrecht zu Bützow, war ab 1578 Stadtvogt und ab 1581 Ratsherr. Sein 1579 geborener Sohn Enoch II Sander (Zander) übernahm nach einem Studium der Theologie an der Universität Rostock 1608 die Predigerstelle am Adligen Damenstift im Kloster Dobbertin, wo er am 4. Mai 1638 an der Pest starb. Sein Vorgänger war dort sein Schwiegervater Peter Röbelmann. Enoch Zander heiratete 1607 dessen Tochter Margaritha Röbelmann, die am 6. Juni 1638 in Dobbertin an der Pest starb.

## Leben und Wirken
Petrus Zander wurde am 16. Oktober 1619 als fünftes Kind von Enoch und Margaritha Zander in Dobbertin geboren. Sein Vater, der im Adligen Kloster zu Dobbertin Pfarrer war, unterrichtete ihn bis zum 10. Lebensjahr. Schon als Elfjähriger wurde er im Mai 1630 an der Universität Rostock immatrikuliert als Petrus Zander Dobbertinensis Megapol, besuchte aber weiterhin Schulen in Güstrow, Wismar und Lüneburg. 1630 wurde er in Güstrow von Rektor Schedl und Volckher unterrichtet. Pfingsten 1631 brachte ihn sein Vater in die Alte Schule an der Marienkirche in Wismar, wo er drei Jahre unter Aufsicht von Rektor Jeremia Nigrinus und seinem Stellvertreter Cunatius fleißig lernte. 1634 besuchte er das Johanneum Lüneburg, dort blieb er nur ein Jahr beim Rektor Paul Blocki und Henning Wedemann. Dass er ein begabter Schüler war, fiel sowohl den Klosterdamen als auch dem Hofgerichtspräsidenten Paschen von der Lühe auf. Im Alter von 16 Jahren begann er zu Michaelis 1635 sein Studium der evangelischen Theologie an der Universität Rostock bei dem Professor der Theologie Johann Quistorp.
Als 1638 in Mecklenburg die Pest wütete, verlor auch Petrus Zander fast seine gesamte Familie. Sein Vater starb am 4. Mai 1638 und seine Mutter am 6. Juni 1638 in Dobbertin. Sein Bruder Ulricus als Pastor zu Siggelkow war schon am 13. März 1638 an der Pest verstorben, seine Schwester Margaritha starb am 14. September 1638. Petrus, der damals gerade sein Studium abgeschlossen hatte, war ein begabter und tatkräftiger junger Mensch, dem auch die Klosterdamen ohne Bedenken das Pfarramt übertragen wollten. Nach Probepredigten am 26. August 1638 in der Dobbertiner Klosterkirche, am 9. September 1638 im Schweriner Dom und am 24. September 1638 im Güstrower Dom wurde er auf Fürsprache des Klosterhauptmannes Paschen von der Lühe mit erst 19 Jahren am 25. September 1638 – mitten im Dreißigjährigen Krieg – als Nachfolger seines Vaters durch den Superintendenten Lucas Bacmeister ordiniert.
Die Menschen in den weit verstreuten Klosterdörfern litten unter dem Krieg. Durchzüge und Einquartierungen kaiserlicher und schwedischer Truppen, Raub und Plünderungen setzten ihnen zu. Auch Dobbertin hatte es arg getroffen. 1639 flohen die Einwohner mit ihrem Pastor Petrus Zander auf den Werder, eine Insel im Jager See, dem heutigen Dobbertiner See. Dort wurden sie vom Land aus von schwedischen Soldaten mit Feuer-Röhren beschossen und eine Kugel hätte fast den Pastor getroffen. Das Armenhaus war ausgebrannt, das Pfarrhaus und die Kirche stark beschädigt, sogar das Dach fehlte. Petrus Zander heiratete daher 1639 in Rostock als sicherem Ort – einen Tag, nachdem auch seine Schwester Regina am 27. Februar 1639 der Pest erlegen war.
Der Präsident beim Land- und Hofgericht zu Güstrow und Klosterhauptmann Paschen von der Lühe auf Thelkow schickte Petrus Zander am 3. Juni 1640 als Abgesandten in „Klosterangelegenheiten“ ohne Begleitung mit Pferd und zu Schiff auf eine beschwerliche und gefährliche Reise nach Schweden. Der 21-jährige musste dort bei seinen Sonntagspredigten in der Schlosskapelle im Stockholmer Schloss und in der Deutschen Kirche (Tyska kyrkan) einen tiefen Eindruck auch auf Königin Christina gemacht haben, die ihn als Hofprediger für Stockholms Deutsche Gemeinde berufen wollte. Doch Petrus Absage war wohl ein unerhörter Affront der Königin gegenüber, denn sie stellte ihm kein Diplom über eine Adelserhebung aus, sondern ließ in seinem Familienwappen dem Falken eine Haube aufsetzen. In zwei veröffentlichten Standardwerken zu allen mecklenburgischen Pastoren seit dem dreißigjährigen Kriege wird von einer Adelserhebung geschrieben. In dem 1809 vom Parchimer Christoph Cleemann herausgegebenen Lexikon zu sämtlichen geistlichen und kirchlichen Beamten und Diener in Mecklenburg ist zu Petrus Zander zu lesen: ...war Pastor zu Dobbertin und ward von der Königin von Schweden, Christina, zu welcher er im Namen seines Closters geschickt worden war, geadelt, sollte auch Pastor an der deutschen Gemeinde zu Stockholm werden, verbat es aber. Auch bei Gustav Willgeroth in seinen drei Bänden zu Mecklenburg-Schwerinschen Pfarren seit dem dreißigjährigen Kriege von 1924 wurde dieser Text übernommen. Zander zog es aber in die Schwinzer Heide nach Dobbertin zurück, wo er im Jahr zuvor seine junge Frau Gertrud geheiratet hatte. Nach vier Monaten traf er am 28. September 1640 wieder in Dobbertin ein. Für das Adlige Kloster hatte er 100 Reichstaler und einen vom schwedischen Regentschaftsrat unter Kanzler Axel Oxenstierna ausgefertigten Schutzbrief erhalten. Der Schutzbrief befreite das Kloster und seine Dörfer von Abgaben, Einquartierungen und anderen Kriegserschwernissen. Dass er bei den schwedischen Truppen allerdings wenig bewirkte, erweist sich noch heute aus den akribisch geführten Rechnungsbüchern des Küchenmeisters dieser Jahre.

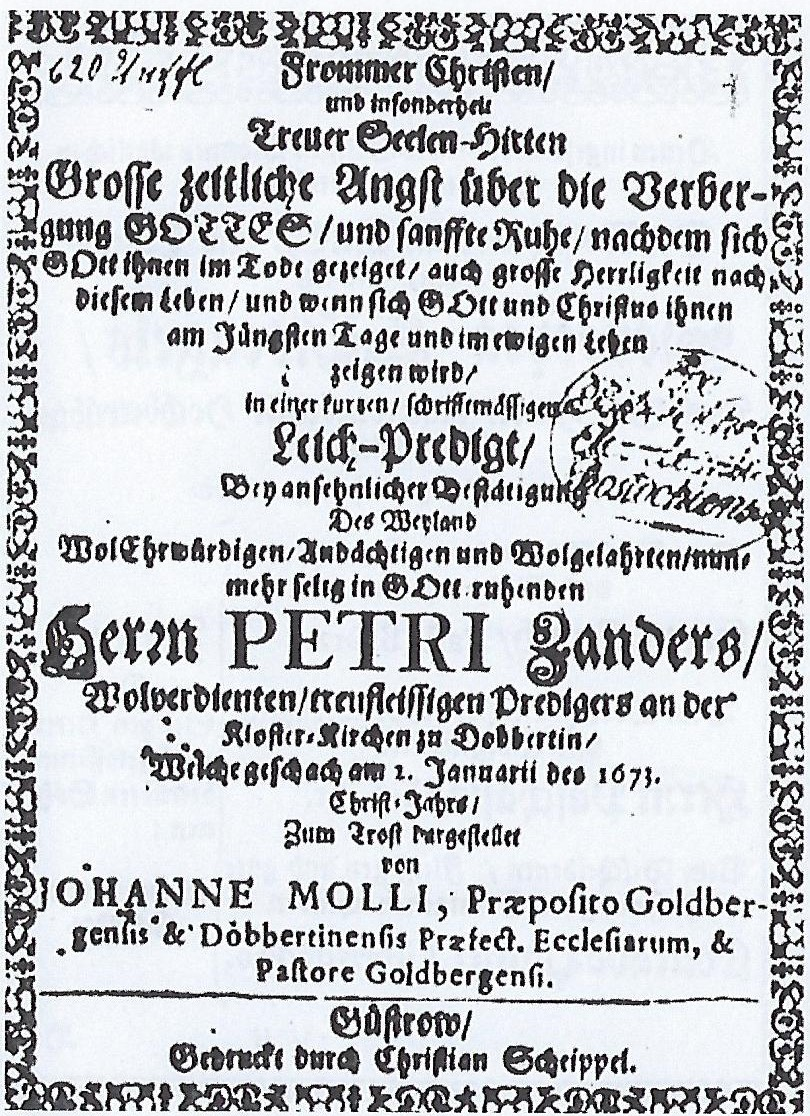
Leichenpredigt

Nach seiner Rückkehr aus Schweden lebte Zander mit seiner Frau Gertrud möglicherweise einige Jahre im nahegelegenen Lohmen, zumindest wurden ihre Söhne Enoch und Joachim dort 1641 bzw. 1643 getauft, wie die Taufeinträge im Kirchenbuch der Dorfkirche Lohmen belegen. Kurz nach Joachims Geburt starb Gertrud. Petrus Zander heiratete am 24. September 1644 in Dobbertin Dorothea Schwengel, Tochter eines Goldschmiedemeisters aus Bützow. Spätestens nach der zweiten Hochzeit lebte die Familie wieder in Dobbertin, wo Zander bis an sein Lebensende Pfarrer blieb. Als sein Fürsprecher Paschen von der Lühe 1653 starb, hielt er ihm die Leichenpredigt „in vornehmer Adlicher und Ansehnlicher Versamblung“, die auch im Druck veröffentlicht wurde. Ab 1662 war Petrus Zander auch kirchlicher Visitationskommissar. Er starb am 21. Dezember 1672 mit 53 Jahren. Die Leichenpredigt hielt nach Neujahr am 2. Januar 1673 der aus Lübeck stammende Praepositus Johannes Moll von der Stadtkirche Goldberg. Zanders zweite Ehefrau Dorothea überlebte ihn um fast vierzig Jahre. Sie starb am 7. September 1712 bei ihren Kindern in Bützow und wurde am 7. Oktober 1712 in Lohmen beigesetzt.

## Familie
Petrus Zander hatte aus zwei Ehen 14 Kinder. Am 28. Februar 1639 heiratete er Gertrud Kölzow, die Tochter des Ratsschneidermeisters zu Rostock. In seinem 1638 begonnenen und bis heute erhalten gebliebenen Familienbuch führt er seine drei Kinder aus erster Ehe auf. Sein erster am 7. Dezember 1639 in Dobbertin geborene Sohn wurde schon am 10. Dezember 1639 beerdigt. Der am 2. Januar 1641 geborene Sohn Enoch war von 1669 bis zu seiner Emeritierung 1703 Pastor in Brüz bei Goldberg, wo er „Enoch Zander Vater“ genannt wurde, weil sein gleichnamiger Sohn ihm auf der Pfarrstelle nachfolgte und zudem 1729 auch Propst der Präpositur Goldberg und 1741 Superintendent in Güstrow wurde. Petrus Zanders dritter, am 9. Dezember 1643 geborene Sohn Joachim starb im Januar 1644, nachdem seine Mutter Gertrud am 27. Dezember 1643 verstorben war. Zu dieser Zeit war auch Petrus Zander sechs Wochen krank und bettlägerig.
Aus seiner zweiten Ehe mit Dorothea Schwengel hatte Zander elf Kinder: Die erste am 19. August 1645 in Dobbertin geborene Tochter Anna Catharina Zander heiratete am 12. September 1666 den Pastor Georg Schwarz zu Kirch Kogel. Die zweite Tochter Margaritha starb 1647 fünf Wochen nach ihrer Geburt. Am 19. Januar 1649 wurde Paschen Zander in Dobbertin geborenen, dessen Gevatter ohne Zweifel der Klosterhauptmann Paschen von der Lühe gewesen war. Paschen wurde nach dem Jura-Studium an der Universität zu Rostock 1701 Herzoglich-mecklenburgischer Oberlizentkomissar und Vice-Bürgermeister von Bützow. Petrus und Dorotheas Zanders zweiter Sohn starb gleich bei der Geburt. Margaritha Dorothea Zander wurde am 13. September 1651 in Dobbertin geboren und heiratete am 24. September 1673 in Lohmen Bernhard Lukow, der dort am 23. September 1673 als Pastor eingeführt wurde. Die am 26. März 1654 in Dobbertin geborene Tochter Gertrud Zander heiratete am 4. Dezember 1672 in Bützow den Vorsteher der dortigen Stiftskirche Reinhold Metzmacher. Der am 10. Oktober 1656 in Dobbertin geborene Conrad Daniel Zander war nach seinem Studium 1678 bis 1695 Pastor in Hornstorf und dann in Bützow. Die am 19. Februar 1659 in Dobbertin geborene Levecke Zander verstarb nach einem dreiviertel Jahr. Elisabeth Zander wurde am 4. Mai 1661 in Dobbertin getauft und heiratete am 21. April 1686 in Sietow den dortige Pastor Johannes Müller. Von der Tochter Asmy Zander ist nur das Taufdatum 30. Juni 1664 bekannt, sie soll jung verstorben sein. Auch von Ölgard Regina Zander ist nur das Geburtsdatum 22. Juli 1666 in Dobbertin bekannt.